# Luis Bárzana Bárzana
Luis Bárzana Bárzana (1910-1947) va ser un mestre, militar i guerriller espanyol.

## Biografia
Nascut a Gijón en 1910. Va fer estudis de magisteri, exercint com a mestre en Barredos, La Felguera i Gijón. Va ingressar en el Partit Comunista d'Espanya (PCE) en 1933, sent un dels dirigents de les Milícies Antifeixistes Obreres i Camperoles (MAOC) de Gijón. Va participar en la Revolució d'Astúries de 1934.
Després de l'esclat de la Guerra civil va participar en la supressió de la revolta a Gijón. Va arribar a manar el batalló «Bárzana» i, més endavant, el regiment «Muñiz». Més endavant va estar al comandament de la 10a Brigada asturiana i de la 57a Divisió, romanent a Astúries fins a la caiguda del Front nord. Després de tornar a la zona central republicana va ser cap de les divisions 71a i 21a, en el front d'Andalusia. Sent cap de la 71a Divisió, al maig de 1938 va liderar l'operació que va suposar l'alliberament de més de tres-cents presoners republicans reclosos en el fort Carchuna, en la rereguarda franquista. També va arribar a manar la 49a Divisió del XIV Cos d'Exèrcit Guerriller.
Al final de la contesa va ser detingut pels franquistes, passant uns anys a la presó i en batallons de treball.
Va morir en 1947, poc després de ser posat en llibertat, víctima d'un accident.